# Revolta da Catraca
Revolta da Catraca foi o nome atribuído a uma mobilização da população da cidade brasileira de Florianópolis contra o aumento das tarifas de ônibus urbanos, que fechou as pontes de acesso à ilha e durou vários dias, nos anos de 2004 e 2005. O movimento desestabilizou os políticos da capital e é citado sempre que há movimentos de grevistas.
Alguns compararam esse movimento com a Novembrada e foi um dos marcos do Movimento Passe Livre em nível nacional no Brasil.
O estudante Marcelo Pomar, militante do Movimento Passe Livre, foi preso e acusado de liderar a revolta. Está sendo processado pelo Tribunal de Justiça sob a acusação de incitar linchamento.